# Quinto Vercellese
Quinto Vercellese (pms. Quint) – miejscowość i gmina we Włoszech, w regionie Piemont, w prowincji Vercelli.
Według danych na rok 2004 gminę zamieszkiwało 418 osób, 38 os./km².